# Jasper Maskelyne
Jasper Maskelyne (* 1902; † 1973 in Kenia) war ein britischer Bühnenzauberer in den 1930er und 1940er Jahren.
Im angelsächsischen Raum wird er als War Magician bezeichnet, da er seine Kenntnisse für den British Military Intelligence (MI) im Zweiten Weltkrieg nutzte. So soll Generalfeldmarschall Erwin Rommel bei der Schlacht um El Alamein getäuscht worden sein.

## Leben
Jasper Maskelyne stammte aus einer Familie von etablierten Bühnenzauberern, er war der Sohn von Nevil Maskelyne und der Enkel von John Nevil Maskelyne.
Laut der Autobiographie Magic: Top Secret (1949) und der umstrittenen „Biographie“ The War Magician von David Fisher (1983) meldete sich Maskelyne 1939, als der Zweite Weltkrieg ausbrach, bei den Royal Engineers, einem Korps zur technischen Unterstützung der britischen Armee. Nachdem er es geschafft hatte, einige skeptische Offiziere von seiner Nützlichkeit zu überzeugen, wurde er schließlich nach Nordafrika verlagert. Dort verbrachte er die meiste Zeit damit, die britischen Truppen zu unterhalten.
Im Januar 1941 gründete General Archibald Wavell die Einheit A-Force, deren Ziel es war, die gegnerischen Truppen zu verwirren und auf falsche Fährten zu locken. Maskelyne, der dieser Einheit zugeteilt wurde, gründete darin die Magic Gang, eine Gruppe von 14 Mitarbeitern mit Kenntnissen auf dem Gebiet der Chemie, der Elektrotechnik und der Bühnenbildnerei. Deren Aktivitäten bestanden unter anderem darin, Panzer als harmlose Lastwagen zu maskieren und umgekehrt, sowie Pseudo-Armeen und angebliche Kriegsschiffe aufzubauen, um die deutschen Angreifer in die Irre zu führen. 
Eine der Hauptleistungen der Magic Gang war 1941 die Umleitung der deutschen Flugzeuge von ihrem eigentlich Angriffsziel Alexandria in eine nahe gelegene Bucht, wo Attrappen eines Hafens inklusive Leuchtturm, Gebäuden und Luftabwehr errichtet wurden. Gleichzeitig wurde der Suezkanal mit einer aufwändigen Konstruktion aus Scheinwerfern und Spiegeln versehen, um die angreifenden Flugzeuge zu verwirren.
Ein Jahr später, im September 1942, war die Magic Gang an der Schlacht von El Alamein beteiligt, die den Generalfeldmarschall Rommel und seine Truppen entscheidend schwächte und letztendlich zum Rückzug aus Nordafrika zwang. Der Plan des britischen Generals Bernard Montgomery bestand darin, die deutschen Truppen von Norden her anzugreifen, aber vorher einen Angriff von Süden her vorzutäuschen. Dazu wurden im Norden etwa 1.000 Panzer als Lastwagen maskiert, während im Süden Attrappen von etwa 2.000 Panzern aufgebaut wurden, inklusive pyrotechnischer Effekte. Um die Attrappen glaubwürdiger zu machen, wurden zusätzlich eine Eisenbahnlinie konstruiert, gefälschte Funksendungen ausgestrahlt und eine vorgetäuschte Wasserleitung gebaut, die für die deutschen Truppen leicht beobachtbar war. Anhand des Standes dieser Bauarbeiten erwarteten diese einen Angriff frühestens im November und wurden beim tatsächlichen Angriff am 23. Oktober unvorbereitet getroffen.
Nach dieser Schlacht löste sich die Magic Gang auf und Maskelynes Karriere im Militär war beendet. Er bekam nie eine offizielle Anerkennung für seine Leistungen im Krieg. Da ein Versuch, die Karriere als Bühnenzauberer fortzusetzen, nicht sehr erfolgreich war, zog er nach Kenia, wo er eine Fahrschule gründete.

## Zweifel an dieser Darstellung
Der australische Militärhistoriker und Zauberer Richard Stokes hat diese Darstellung kritisch untersucht. In einer Serie aus 21 Artikeln, die er 1993–1995 für die australische Zeitschrift Geniis Magic Journal schrieb, stellte er viele zeitliche Ungenauigkeiten und unbelegte Ereignisse fest. Er schloss daraus, dass die Darstellungen der Leistungen Maskelynes im Krieg stark durch fiktionale Elemente ergänzt worden seien, insbesondere die Autobiographie Magic: Top Secret, die von einem Ghostwriter verfasst wurde. Letztere reiht sich ein in ca. 200 Publikationen angeblicher Kriegsabenteurer. David Fishers Roman The War Magician entpuppte sich als nahezu unrecherchierte reißerische Fiktion.

## Bücher von und über Jasper Maskelyne
- Jasper Maskelyne: White Magic, 1936 – Familiengeschichte der Maskelynes
- Jasper Maskelyne: Magic: Top Secret, 1949 – von einem Ghostwriter verfasste Darstellung von Maskelynes militärischen Aktivitäten
- David Fisher: The War Magician, 1983